# روفوس إي. جونز
روفوس إي. جونز (بالإنجليزية: Rufus E. Jones)‏ هو شخصية أعمال وسياسي أمريكي، ولد في 21 أغسطس 1940 في ممفيس في الولايات المتحدة. حزبياً، نشط في الحزب الديمقراطي. وقد انتخب عضو مجلس نواب تينيسي.